# The Dalek Invasion of Earth
The Dalek Invasion of Earth (tradotto in italiano I Dalek invadono la Terra nell'edizione in DVD del 2007) è una macrostoria della seconda stagione della serie classica del serial televisivo britannico Doctor Who. Fu trasmesso in origine a cadenza settimanale in sei parti dal 21 novembre al 26 dicembre 1964 in Gran Bretagna. La storia contiene l'ultima apparizione di Carole Ann Ford nei panni di Susan Foreman, la nipote del Primo Dottore.
La prima versione in lingua italiana è stata distribuita nel 2007 in un cofanetto DVD dal titolo Doctor Who - I Dalek invadono la Terra.
La trama del serial venne in seguito adattata per il film Daleks - Il futuro fra un milione di anni con Peter Cushing.

## Trama
Il TARDIS si materializza a Londra, ma il Dottore scopre con sorpresa che si tratta della Londra del 2164, devastata e ridotta in rovina. Mentre cerca di scalare una parete di roccia, Susan cade e si fa male ad una caviglia. Poi, a causa del cattivo stato di conservazione di un ponte, una scossa del terreno provoca la caduta di detriti sul TARDIS, bloccandone l'accesso. Barbara resta con Susan mentre il Dottore e Ian decidono di uscire in avanscoperta ad esplorare la zona. Le due donne vengono però sorprese da due uomini e portate in un rifugio situato in una stazione abbandonata della metropolitana. Lì incontrano i membri della resistenza Dortmun (il capo), Carl Tyler, David Campbell, Jenny, Thomson, Baker, e Larry Madison. Dortmun, uno scienziato paraplegico in sedia a rotelle, sta lavorando ad uno speciale tipo di bomba capace di distruggere la corazza dei Dalek, alieni che hanno preso il controllo della Terra, pianificando inoltre un attacco a sorpresa al quartier generale locale dei Dalek. Nel frattempo, il Dottore e Ian trovano un cadavere con indosso uno strano elmetto di metallo e vengono poi catturati da un Dalek emerso dal fiume Tamigi.
I Dalek drogano il Dottore in modo da tenerlo sedato ed inoffensivo prima di convertirlo in un Roboman, sorta di schiavi guardie attraverso le quali controllare gli umani sopravvissuti. Ma l'intervento fallisce a seguito dell'assalto dei ribelli alla base dei Dalek, e David e Susan riescono a portare in salvo il Dottore nonostante le bombe create da Dortmun si siano rivelate inefficaci contro i Dalek, e molti membri della resistenza abbiano perso la vita nell'attacco. Barbara viene separata dagli altri, ma riesce a tornare nel rifugio insieme a Jenny per fare rapporto a Dortmun. Ian non riesce a fuggire dalla base Dalek (rivelatasi essere un disco volante); e lui e Larry, nascosti sotto una grata del pavimento, partono insieme ai Dalek sulla nave spaziale alla volta di una cava mineraria nel Bedfordshire.
Prima di lasciare Londra, i Dalek ordinano ai Robomen di distruggere la città con l'esplosivo. Nascondendosi dai Robomen nei pressi del TARDIS, David, Susan e il Dottore vedono due Robomen posizionare una bomba ed allontanarsi. Il Dottore, ancora scosso dai sedativi, sviene, ma David riesce ugualmente a trovare un modo per disinnescare la bomba. Successivamente Susan, David e il Dottore fuggono da Londra per raggiungere la cava mineraria dove si svolgono le operazioni dei Dalek. Nel frattempo, Dortmun, Jenny e Barbara si rifugiano in un museo abbandonato. Dortmun, dopo aver lasciato i suoi appunti a Barbara, esce allo scoperto ed attacca a viso aperto i Dalek in un tentativo suicida, sacrificando se stesso per permettere la fuga alle due donne. Barbara e Jenny salgono su un vecchio autocarro e nonostante esso venga distrutto da un disco volante dei Dalek, riescono a raggiungere i pressi della miniera.
Alla cava, Ian e Larry fuggono dalla nave spaziale ed incontrano gli operai Wells e Ashton; quest'ultimo viene ucciso da un'aggressiva creatura chiamata "Slyther", un mostro che il capo supremo dei Dalek tiene come cane da guardia. Sfuggiti al mostro, Ian e Larry si rifugiano in un carrello minerario che viene poi calato nella cava dai Dalek.  Barbara e Jenny trovano riparo in una casa nel bosco, abitata da due strane donne che dichiarano di confezionare gli abiti degli schiavi dei Dalek che lavorano nella miniera. Esse in un primo momento accettano di ospitare per la notte Barbara e Jenny in cambio di cibo, ma subito dopo tradiscono entrambe consegnandole ai Dalek.  Durante il viaggio, David e Susan si innamorano; il Dottore e compagni arrivano nei pressi della miniera. Larry Craddock viene ucciso dal fratello diventato un Roboman, e Ian si nasconde nella miniera, scorgendo a distanza Barbara fatta schiava anch'essa dai Dalek. Prima di riuscire a raggiungere la donna, però, egli resta imprigionato in una capsula contenente esplosivo. Barbara utilizza gli appunti di Dortmun per bluffare con i Dalek, affermando di essere disposta a rivelare i piani della resistenza a patto di venir ammessa a conferire con il Dalek Nero, il comandante supremo dei Dalek.
David e Susan vengono mandati in missione per cercare di sabotare il segnale radio che i Dalek utilizzano per comunicare tra di loro e per impartire gli ordini ai Robomen.
Quando Barbara e Jenny vengono portate al cospetto del capo, vengono a conoscenza del piano dei Dalek che vogliono perforare la crosta terrestre per estrarre il nucleo dalla Terra in modo da sostituirlo con un sistema di guida per pilotare il pianeta nello spazio. Quando la capsula con l'esplosivo viene messa in posizione e inizia il conto alla rovescia, Ian strappa i fili di connessione all'interno del dispositivo, disarmando la bomba e riuscendo a fuggire. Intanto Barbara crea un diversivo e racconta una storia inventata ai Dalek parlando del "Boston Tea Party", delle "truppe del Generale Lee", e di "Annibale che attaccherà dalle alpi". Jenny cerca  di danneggiare i pannelli della sala comando ma viene bloccata dai Dalek e le due donne vengono imprigionate. Il Dottore e Tyler, nascosti fuori dalla sala di controllo, riescono a liberarle. Ricorrendo allo scanner dei Dalek, trovano David e Susan, che sono riusciti nel frattempo a distruggere il trasmettitore radio, lasciando i Robomen alla deriva, causando una rivolta degli stessi contro i Dalek, che nel frattempo vanno in cortocircuito per un sovraccarico temporaneo al loro interno. Barbara e il Dottore impartiscono nuovi ordini ai Robomen dicendo loro di attaccare e distruggere ogni Dalek sul pianeta, e grazie a questo, l'umanità riesce a sconfiggere gli invasori.
Tornati a Londra, mentre il gruppo si accinge a partire sul TARDIS, Susan nota di avere un buco nelle scarpe e il Dottore si offre di andare a riparargliela all'interno del TARDIS, ma sembra stranamente triste e pensieroso. Intanto fuori David dichiara il suo amore per Susan pregandola di non andarsene e di sposarlo. Combattuta, Susan chiede al ragazzo di non costringerla a dover scegliere tra lui e il nonno. In lacrime dichiara di dover partire, ma ammette anch'essa di essere innamorata di lui. Improvvisamente le porte del TARDIS si chiudono, e il Dottore, insieme a Ian e Barbara, comunica a Susan che ormai è una donna e deve seguire la sua strada, e che si merita una vita normale con David. Un giorno promette di tornare, ma saluta la nipote e mette in moto il TARDIS. La cabina blu scompare, e Susan, stordita, lascia intenzionalmente cadere la sua copia della chiave del TARDIS e si allontana abbracciata a David.

## Produzione

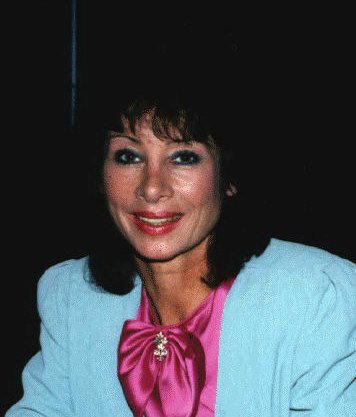
The Dalek Invasion of Earth fu l'ultima apparizione nella serie del personaggio di Susan, interpretato da Carole Ann Ford.

The Dalek Invasion of Earth fu la prima macrostoria della serie di Doctor Who dove furono effettuate ampie riprese in esterni, con la città di Londra scelta come ambientazione principale. La decisione di usare Londra ebbe anche una ragione di carattere economico e di contenimento dei costi, in quanto gli studi della BBC dove veniva girata la serie erano a Shepherd's Bush. Le riprese si svolsero in varie zone della città inclusi Whitehall, Trafalgar Square, Westminster Bridge, Albert Embankment, Wembley, e la Royal Albert Hall. Le scene furono girate la mattina presto di una domenica in modo da evitare il traffico e la folla. Altre sequenze furono girate nella stazione della metropolitana di Wood Lane, abbandonata fin dal 1947, e le scene in riva al Tamigi a St Katharine Docks nei pressi del Kew Railway Bridge. Le scene in esterni della miniera furono girate in una cava di pietra situata nel Kent.
La musica del serial venne scritta e diretta da Francis Chagrin.
The Dalek Invasion of Earth fu l'ultima apparizione nella serie del personaggio di Susan Foreman, interpretato da Carole Ann Ford. Nel 1983 la Ford riprese eccezionalmente il ruolo di Susan in occasione dello speciale per il ventesimo anniversario di Doctor Who intitolato The Five Doctors, anche se non fu fatta alcuna menzione del passato di Susan con David e della loro vita dopo l'abbandono da parte del Dottore. La fuoriuscita di Carol Ann Ford dalla serie fu il primo di una lunga serie di cambiamenti del cast che avrebbe caratterizzato la storia del programma.
La Ford prese la decisione di abbandonare la serie in quanto il suo personaggio, ideato agli inizi principalmente per far avere al target giovanile del programma qualcuno con il quale identificarsi, era la tipica ragazza in pericolo minacciata dal cattivo di turno che si limitava a gridare chiedendo aiuto. Quindi ella trovò limitante il ruolo e si dichiarò scontenta della dimensione univoca data al suo personaggio, trovando Susan in alcuni casi persino "patetica" nei suoi continui piagnistei e richieste d'aiuto e sentendosi frustrata dal fatto che non venisse dato modo al suo personaggio di crescere e svilupparsi.
William Hartnell non partecipò al quarto episodio della macrostoria, eccezion fatta per una singola inquadratura riassuntiva dell'episodio precedente posta all'inizio. Il Dottore appare brevemente all'inizio dell'episodio, ma solo di spalle, perché era interpretato dalla sua controfigura Edmund Warwick. Hartnell si era infortunato girando la scena della battaglia contro i Dalek nella navicella madre nel terzo episodio, e gran parte delle sue battute sul copione furono girate a David Campbell.

## Struttura
Nel 1964 il serial The Dalek Invasion of Earth venne teletrasmesso in Gran Bretagna suddiviso in 6 puntate da 25 minuti circa l'una così intitolate:
1. World's End - 21 novembre 1964, durata 23:42
2. The Daleks - 28 novembre 1964, durata 24:19
3. Day of Reckoning - 5 dicembre 1964, durata 26:50
4. The End of Tomorrow - 12 dicembre 1964, durata 23:23
5. The Waking Ally - 19 dicembre 1964, durata 24:29
6. Flashpoint - 26 dicembre 1964, durata 25:21

## Accoglienza
A proposito del serial, Paul Cornell, Martin Day, e Keith Topping scrissero in The Discontinuity Guide (1995): "Ci sono alcune meravigliose sequenze in esterni, con i Dalek sul Westminster Bridge e a Trafalgar Square. L'unica nota negativa che lascia perplessi dell'intera produzione è lo Slyther... Ovviamente roba alla Dan Dare, ma realizzato con tale allucinatoria convinzione che alla fine risulta anch'esso impressionante". In The Television Companion (1998), David J. Howe e Stephen James Walker dissero che la storia "è sicuramente tra le migliori in assoluto della serie", con una sceneggiatura avvincente e buone location tranne qualche scivolata maldestra. Lodarono inoltre la "struggente e commovente" scena finale. Nel 2008, Mark Braxton di Radio Times fece notare gli errori di continuity riguardanti i Dalek, ma ebbe comunque lodi per il cast dei comprimari, per le location, e per il finale commovente. Christopher Bahn di The A.V. Club scrisse che il serial "non è invecchiato bene" a causa dei frequenti momenti morti nella storia, delle lungaggini della trama e delle troppe sotto-trame". Inoltre, affermò che secondo lui lo sceneggiatore Terry Nation non aveva nessun interesse verso i Dalek come personaggi, che i Robomen risultano "molto più interessanti come concetto che come realizzazione", e che il drammatico impatto dell'abbandono di Susan era stato "sprecato" in quanto è il Dottore a decidere per lei. Nonostante tutto, definì "eccellente" il primo episodio World's End e notò come la caratterizzazione del Dottore in The Dalek Invasion of Earth abbia avuto ripercussioni in tutto il futuro della serie. Nel 2010, Charlie Jane Anders di io9 indicò la scena del primo episodio nella quale un Dalek sorge dalle acque del Tamigi, come una delle migliori in tutta la storia di Doctor Who.

## Edizioni Home Video
The Dalek Invasion of Earth venne pubblicata in videocassetta nel 1990. Nel giugno 2003 uscì in formato DVD in un cofanetto a due dischi, con l'aggiunta di molti contenuti speciali. In Italia, nel 2007 il serial è stato distribuito all'interno del cofanetto Doctor Who - I Dalek invadono la Terra, doppiato in lingua italiana per la prima volta. I titoli dei singoli episodi sono stati tradotti nel seguente modo:
1. La fine del mondo
2. I Dalek
3. La resa dei conti
4. La fine del domani
5. Il risveglio dell'alleato
6. Punto di esplosione